# Debréte
Debréte törpefalu Borsod-Abaúj-Zemplén vármegyében, az Edelényi járásban. Földrajzilag az Észak- magyarországi középhegységben, az Aggtelek- Rudabányai hegység középtájban, azon belül a Tornai- dombság szívében található. Miskolctól közúton kb. 60 kilométerre északra, a szlovák határtól 6 kilométerre fekszik.
Neve az ószláv debri (völgy) vagy dub (tölgyfa) szóból magyarosodott el. Északi határában ered a Debréte-patak, amely keresztül szeli a települést.

## Története és jellemzése
1262-ben már létezett a település, ebben az évben adta két másik faluval együtt IV. Béla király az egyháznak cserébe a dunántúli Szigligeti várért.
Árpád-kori település, a hajdani Torna és Borsod vármegyék történelmi határán. Királyi birtok, a Tornai várispánság tartozéka. Később Bebek birtok, majd Szapolyai Jánosé, aki 1527-ben Werbőczy Istvánnak adta.
Debréte zsáktelepülés, csak a 2614-es útból Viszló és Tornaszentjakab között kiágazó 26 122-es úton érhető el északkeleti irányból. A település (köszönhetően földrajzi elszigeteltségének és lakóinak) Magyarország egyik legcsendesebb, legnyugalmasabb települése, úgy mondják erre itt: „a csend még hallható”. „Debréte Vendégházak” néven a falusi turizmus fellendült. Közterületei rendkívül ápoltak és rendezettek, hosszában keresztülnyúló, a polgármesteri hivataltól a patak déli hídjáig húzódó főtere parkosított. Szerkezetére jellemző, a tornavidéki és felvidéki falvak szerkezetének sajátosságai, így a patakmeder mentén párhuzamosan futó két főutca, amelyre merőlegesen kerültek kialakításra az egyes telkek. A település központjában szintén jellegzetességként a görög katolikus Szent Kereszt felmagasztalása-templom áll, melyet a közelmúltban teljesen felújítottak. A település boltja bezárt, csak mozgóbolt elérhető. Debréte kiemelkedő természeti értéke többek közt a környező erdők igen gazdag vadállománya, így gyakran emberközelben figyelhetőek meg vaddisznók, szarvasok, rókák és más nagyobb emlősök. A legnagyobb problémát Debrétében, ahogy Magyarország valamennyi apró- és törpefalujában, az elnéptelenedés okozza, ma már Borsod-Abaúj-Zemplén megye és Észak-Magyarország legkevesebb lakosú települése.

## Közélete

### Polgármesterei
- 1990–1994: Ifj. Jakab László (független)[5]
- 1994–1998: Ifj. Jakab László (független)[6]
- 1998–2002: Jakab László (független)[7]
- 2002–2006: Jakab László (független)[8]
- 2006–2010: Jakab László (független)[9]
- 2010–2014: Kelemen József Gyula (független)[10]
- 2014–2019: Csigó Tibor (független)[11]
- 2019–2024: Csigó Tibor (független)[12]
- 2024– : Csigó Tibor (független)[1]

## Népesség
A település népességének változása:
| Lakosok száma | 19   | 17   | 22   | 8    | 9    | 15   | 14   |
|               | 2013 | 2014 | 2015 | 2021 | 2022 | 2023 | 2024 |

A 2001-es népszámlálás adatai szerint a településnek csak magyar lakossága volt.
A 2011-es népszámlálás során a lakosok 100%-a magyarnak mondta magát. A vallási megoszlás a következő volt: római katolikus 64,3%, református 28,6%, görögkatolikus 7,1%.
2022-ben a lakosság 88,9%-a vallotta magát magyarnak (11,1% nem nyilatkozott; a kettős identitások miatt a végösszeg nagyobb lehet 100%-nál). Vallásuk szerint 55,6% volt római katolikus, 11,1% református, 22,2% görög katolikus (11,1% nem válaszolt).

## Környező települések
Rakaca (8 km), Tornaszentjakab (4 km), Viszló (4 km), a legközelebbi város: Szendrő (32 km).